# Przelegiwanie
Przelegiwanie – okres w którym niezdolność do kiełkowania jest spowodowana zachodzącymi procesami biochemicznymi w nasionach, które ogólnie określone są jako wtórne dojrzewanie. Gatunkami, które mogą przechodzić przelegiwanie są np. cis, jałowiec.